# Natiruts

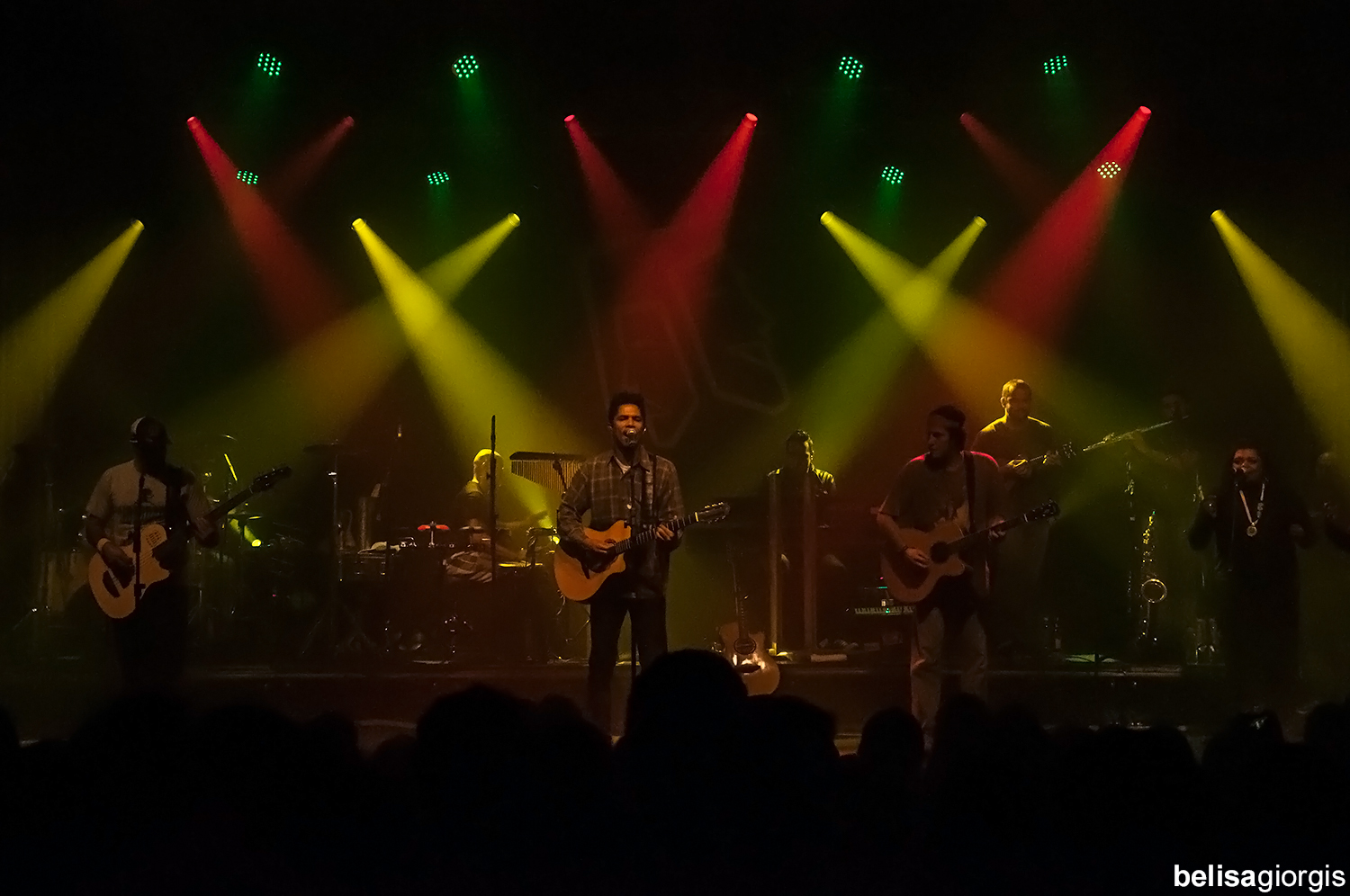
Natiruts (2013)

Natiruts war eine brasilianische Reggaeband.

## Entwicklung
Die Gruppe wurde 1996 in Brasília gegründet und nannte sich ursprünglich Nativus, welches gleichzeitig auch der Titel ihrer ersten Schallplatte war. Natiruts spielt hauptsächlich traditionelle Reggae-Musik mit spezifisch brasilianischen Einflüssen.
1998 wurden die Musiker von EMI Music Brazil unter Vertrag genommen. Durch den Erfolg der Stücke Liberdade pra dentro da cabeça und Presente de um beija-flor wurden sie rasch in ganz Brasilien bekannt. Auf ihrem zweiten Album Povo brasileiro sind mit Proteja-se e lute und Povo brasileiro Musikstücke mit stark politisch orientierten Texten vertreten. Auf ihrer CD Nossa Missão aus dem Jahr 2005. die komplett von Alexandre Carlo Cruz, dem Komponisten der Gruppe produziert wurde, finden sich stilistisch Annäherungen an Dub und psychedelische Musik, die durch das Experimentieren mit elektronischen Effekten entstanden.
Mittlerweile ist die Gruppe weit über die Grenzen Brasiliens hinaus bekannt.

## Musiker
Den Kern der Gruppe bilden die drei folgenden Musiker:
- Alexandre Carlo Cruz: Gitarre, Gesang und Komposition
- Luís Maurício: Bass und Gesang
- Juninho: Schlagzeug und Perkussion

Komplettiert wird diese Besetzung durch eine zusätzliche Gitarre, Keyboard, Bläsersatz und Background-Gesang mit wechselnden Musikern.

## Diskografie

### Alben
- 1997: Nativus (EMI)
- 1999: Povo Brasileiro (EMI, BR: Gold)
- 1999: O Melhor do Natiruts (EMI)
- 2001: Verbalize (EMI)
- 2002: Qu4tro (EMI)
- 2003: Luau MTV
- 2005: Nossa Missão
- 2006: Natiruts Reggae Power Ao Vivo (BR: Gold)
- 2007: Brasil de A a Z
- 2009: Raçaman
- 2012: Acústico No Rio De Janeiro (BR: Diamant)
- 2014: #Nofilter (Ao Vivo) (BR: Gold)
- 2016: Natiruts Reggae Brasil (Ao Vivo) (BR: Platin)
- 2017: Índigo Cristal
- 2018: I Love

### Singles (Auswahl)
- 1998: Liberdade pra Dentro da Cabeça (BR: ×2Doppelplatin )
- 1998: Presente de um Beija-Flor (BR: Platin)
- 1998: Deixa o Menino Jogar (BR: Platin)
- 1999: Meu Reggae é Roots (BR: ×2Doppelplatin )
- 2005: Quero Ser Feliz Também (BR: ×2Doppeldiamant )
- 2012: Você Me Encantou Demais (BR: ×3Dreifachplatin )
- 2017: Na Positiva (BR: Gold)
- 2018: Serei Luz (mit Thiaguinho, BR: ×2Doppelplatin )
- 2018: Deriram (BR: Gold)
- 2018: Sol do Meu Amanhecer (BR: Gold)
- 2018: Sorri, Sou Rei (KVSH Remix) (mit KVSH, BR: ×2Doppelplatin )
- 2019: Amor Pra Recomeçar (BR: Platin)
- 2020: Exército da Paz (Peace Army) (mit Jacob Hemphill, BR: Gold)
- 2020: Tudo Vai Dar Certo (mit Amani Kush, BR: Platin)

### Videoalben
- 2012: Natiruts Acústico no Rio de Janeiro (BR: Gold)